# Kepler-39 b
Kepler-39 b (anciennement KOI-423 b) est une exoplanète, ou plutôt une naine brune, orbitant autour de Kepler-39, une étoile située à environ ∼ 3 560 a.l. (∼ 1 090 pc) du Soleil, dans la constellation du Cygne. Il s'agit d'un objet d'environ 18 masses joviennes et 1,22 rayon jovien, d'où une masse volumique globale d'environ 12,4 g/cm3.
Kepler-39 est une étoile de type spectral F7 V, plus massive et plus grande que le Soleil — avec environ 1,29 masses solaires et 1,28 rayons solaires — et d'une température d'environ 6 350 K. Elle est âgée d'environ deux milliards d'années et a une métallicité supérieure à[évasif] celle du Soleil.
L'orbite de Kepler-39 b est caractérisée par un demi-grand axe de 0,155 unité astronomique, une excentricité orbitale d'environ 0,121 et une période orbitale d'un peu plus de 21 jours. Sa température d'équilibre est d'environ 905 K, plutôt fraîche pour un objet de cette taille : Kepler-39 b est en effet 22 % plus grande que CoRoT-3 b, une exoplanète très semblable du point de vue de sa masse — de l'ordre de 21,7 masses joviennes — et de la nature de son étoile parente, et dont les caractéristiques sont bien simulées par les modèles actuels décrivant ce type d'objets massifs constitués essentiellement d'hydrogène et orbitant très près d'une étoile de type spectral F ; Kepler-39 b s'éloigne au contraire sensiblement des valeurs prédites par ces modèles, avec une température et une masse volumique plus faibles qu'attendu[réf. nécessaire].
Kepler-39 b a été découverte et caractérisée au moyen du spectrographe à échelle SOPHIE de l'Observatoire de Haute-Provence, en région PACA au sud-est de la France.